# اچ‌ام‌اس بله‌آیل (۱۷۶۱)
اچ‌ام‌اس بله‌آیل (۱۷۶۱) (به انگلیسی: HMS Belleisle (1761)) یک کشتی است که طول آن ۱۶۸ فوت ۵ ۱⁄۲ اینچ (۵۱٫۳ متر) می‌باشد. این کشتی در سال ۱۷۶۱ ساخته شد.